# ذراع التركي (يهر)

تعديل مصدري - تعديل

ذراع التركي هي إحدى قرى عزلة يهر بمديرية يهر التابعة لمحافظة لحج، بلغ تعداد سكانها 44 نسمة حسب تعداد اليمن لعام 2004.